# Liste der Kulturdenkmale im Stadtbezirk Broitzem
In der Liste der Baudenkmale im Stadtbezirk Broitzem sind alle Baudenkmale des Braunschweiger Stadtbezirk Broitzem aufgelistet. Die Quelle der Baudenkmale ist der Denkmalatlas Niedersachsen. Der Stand der Liste ist der 1. Dezember 2021.

## Allgemein
In den Spalten befinden sich folgende Informationen:
- Lage: die Adresse des Baudenkmales und die geographischen Koordinaten. Kartenansicht, um Koordinaten zu setzen. In der Kartenansicht sind Baudenkmale ohne Koordinaten mit einem roten Marker dargestellt und können in der Karte gesetzt werden. Baudenkmale ohne Bild sind mit einem blauen Marker gekennzeichnet, Baudenkmale mit Bild mit einem grünen Marker.
- Bezeichnung: Bezeichnung des Baudenkmales
- Beschreibung: die Beschreibung des Baudenkmales. Unter § 3 Abs. 2 NDSchG werden Einzeldenkmale und unter § 3 Abs. 3 NDSchG Gruppen baulicher Anlagen und deren Bestandteile ausgewiesen.
- ID: die Objekt-ID des Baudenkmales
- Bild: ein Bild des Baudenkmales, ggf. zusätzlich mit einem Link zu weiteren Fotos des Baudenkmals im Medienarchiv Wikimedia Commons. Wenn man auf das Kamerasymbol klickt, können Fotos zu Baudenkmalen aus dieser Liste hochgeladen werden:

## Broitzem

### Gruppe: Schmiede Broitzem
Die Gruppe „Schmiede Broitzem“ hat die ID 36001601. Die Hofanlage mit drei Bauwerken stammt aus dem 18. bis 20. Jahrhundert, darunter die alte Dorfschmiede.

| Lage                                     | Bezeichnung  | Beschreibung | ID       | Bild |
| ---------------------------------------- | ------------ | ------------ | -------- | ---- |
| Steinbrink 8 52° 14′ 7″ N, 10° 28′ 37″ O | Wohnhaus     |              | 36010328 | BW   |
| Steinbrink 8 52° 14′ 7″ N, 10° 28′ 36″ O | Schmiede     |              | 36869899 | BW   |
| Steinbrink 8 52° 14′ 7″ N, 10° 28′ 37″ O | Nebengebäude |              | 36010349 | BW   |

### Einzelbaudenkmale
| Lage                                             | Bezeichnung | Beschreibung | ID       | Bild           |
| ------------------------------------------------ | ----------- | --- | -------- | -------------- |
| Große Grubestraße 2a 52° 14′ 4″ N, 10° 28′ 45″ O | Kirche      | Die Versöhnungskirche ist eine spätgotische Kirche aus den Jahren 1469 bis 1480. Der Umbau wurde von 1792 bis 1797 durch die Cammerbaumeister Heinrich Ludwig Rothermundt und Martin Carl Jakob Fricke durchgeführt. Die alte Inneneinrichtung wurde in den 1970er Jahren entfernt. | 36007808 | Weitere Bilder |